# Bouddhisme en Italie
 (octobre 2018).
Si vous disposez d'ouvrages ou d'articles de référence ou si vous connaissez des sites web de qualité traitant du thème abordé ici, merci de compléter l'article en donnant les références utiles à sa vérifiabilité et en les liant à la section « Notes et références ».

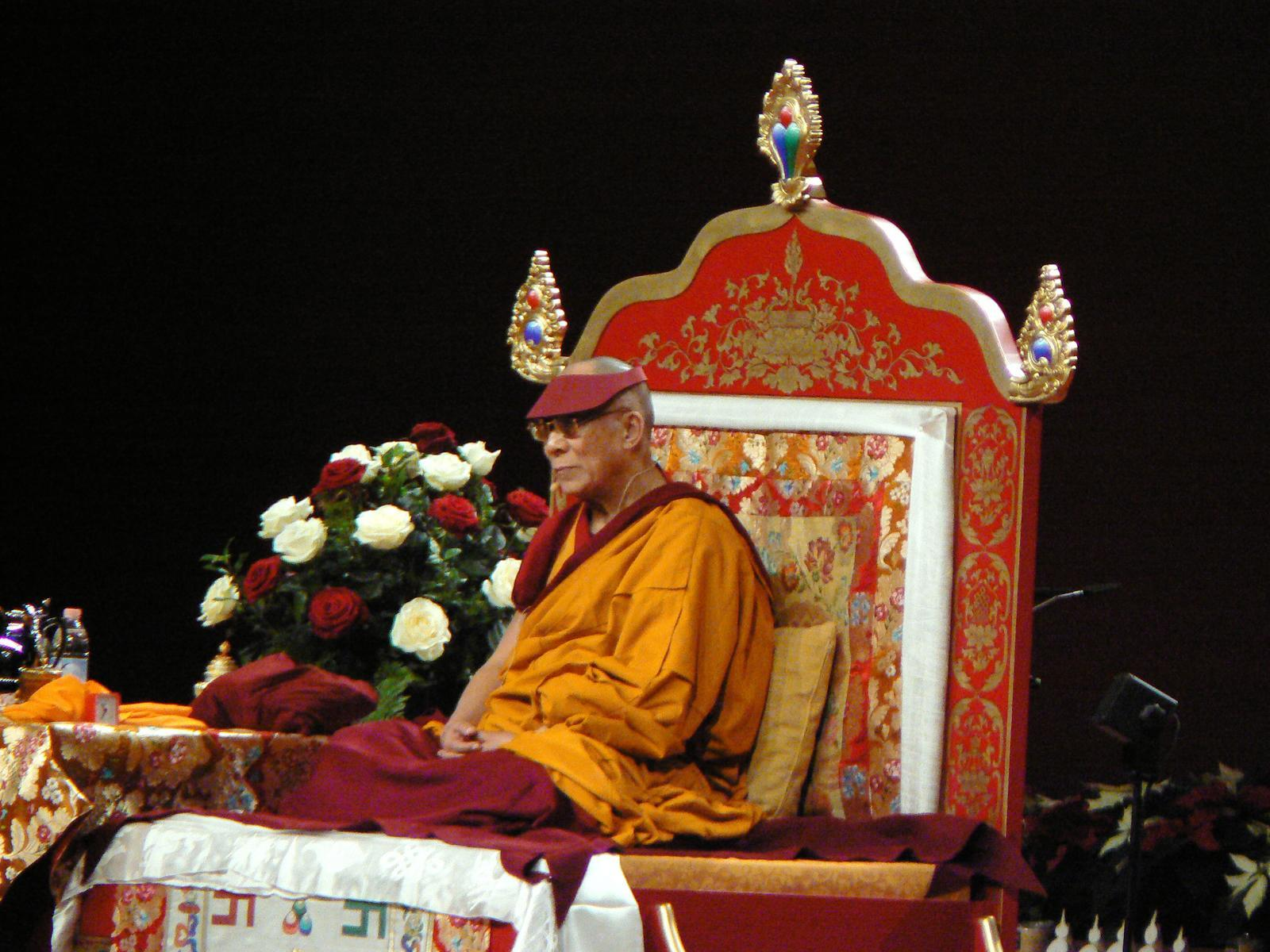
Dalai Lama, Milan, Italy

Le bouddhisme est la troisième religion la plus répandue en Italie, après le christianisme et l'islam : 100 000 Italiens se déclarent bouddhistes (0,2 % de la population). Cependant, au vu du nombre d'immigrés bouddhistes (environ 50 000 en 2004, d'après des données recueillies par une organisation caritative), ce nombre pourrait être, en réalité, largement sous-estimé.
Les bouddhistes italiens se rattachent à deux organisations principales :
- L'Union bouddhiste italienne (écoles de référence : Theravâda, Mahâyâna, Vajrayâna), fondée en 1985 et reconnue par l'État comme association religieuse en 1991. L'Union bouddhiste italienne est membre de l'Union bouddhiste européenne et compte 70 000 adhérents (dont 50 000 Italiens).
- L'Institut bouddhiste italien Soka Gakkai (école de référence : le bouddhisme Nichiren), fondé en 1998 sur les cendres de l'Association italienne Nichiren Shoshu et reconnu par un décret du président de la République en 2000. Cette organisation compte environ 33 000 adhérents. En France, la Soka Gakkai ne jouit pas de la même reconnaissance institutionnelle, car elle a été considérée pendant quelques années et jusqu'en 2007 comme une secte par des rapports parlementaires (voir article Wikipédia  :"Soka Gakkaï").